# 1800
- Wikisource

| Calendário gregoriano                                                        | 1800 MDCCC                          |
| Ab urbe condita                                                              | 2553                                |
| Calendário arménio                                                           | 1249 – 1250                         |
| Calendário bahá'í                                                            | -44 – -43                           |
| Calendário budista                                                           | 2344                                |
| Calendário chinês                                                            | 4496 – 4497 Início a 25 de janeiro  |
| Calendário copta                                                             | 1516 – 1517                         |
| Calendário etíope                                                            | 1792 – 1793                         |
| Calendários hindus - Vikram Samvat - Calendário nacional indiano - Cáli Iuga | 1855 – 1856 1721 – 1722 4900 – 4901 |
| Calendário Holoceno                                                          | 11800                               |
| Calendário islâmico                                                          | 1215 – 1216                         |
| Calendário judaico                                                           | 5560 – 5561                         |
| Calendário persa                                                             | 1178 – 1179                         |
| Calendário rúnico                                                            | 2050                                |
| Calendário solar tailandês                                                   | 2343                                |

1800 (MDCCC, na numeração romana) foi um ano comum, o último ano do século XVIII do actual Calendário Gregoriano, da Era de Cristo, e a sua letra dominical foi E (52 semanas), teve início a uma quarta-feira e terminou também a uma quarta-feira.
| Ano completo                        |
| ----------------------------------- |
| Ano comum com início à quarta-feira |

## Eventos

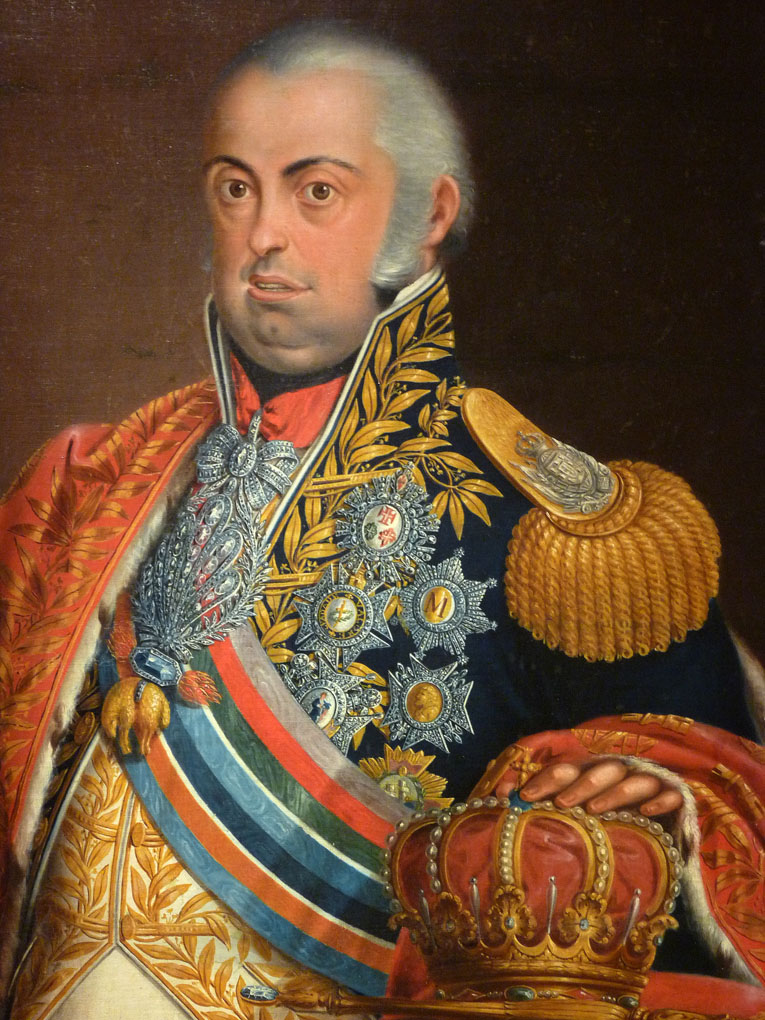
D. João VI de Portugal.

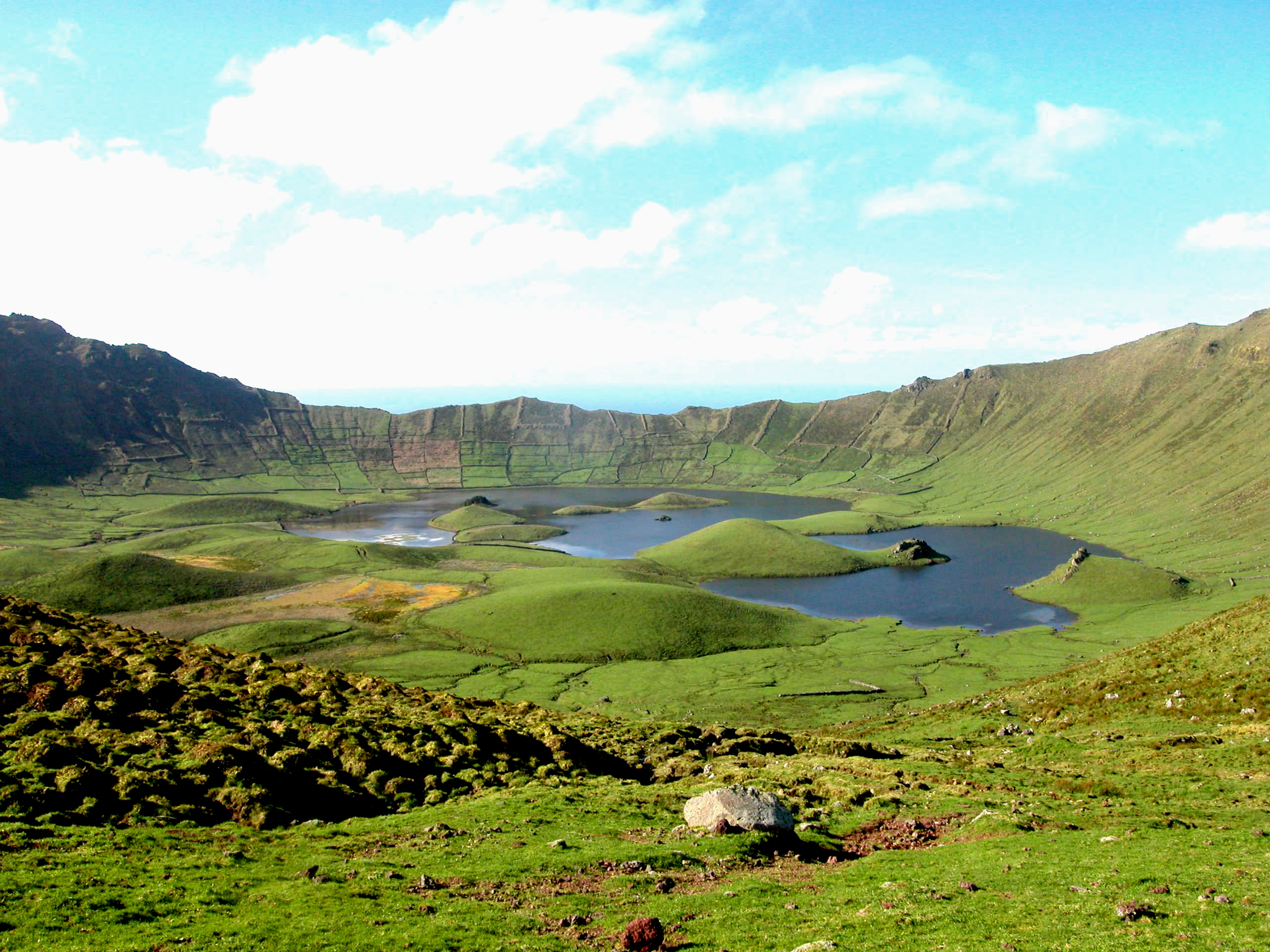
Lagoa do Caldeirão, ilha do Corvo, Açores.

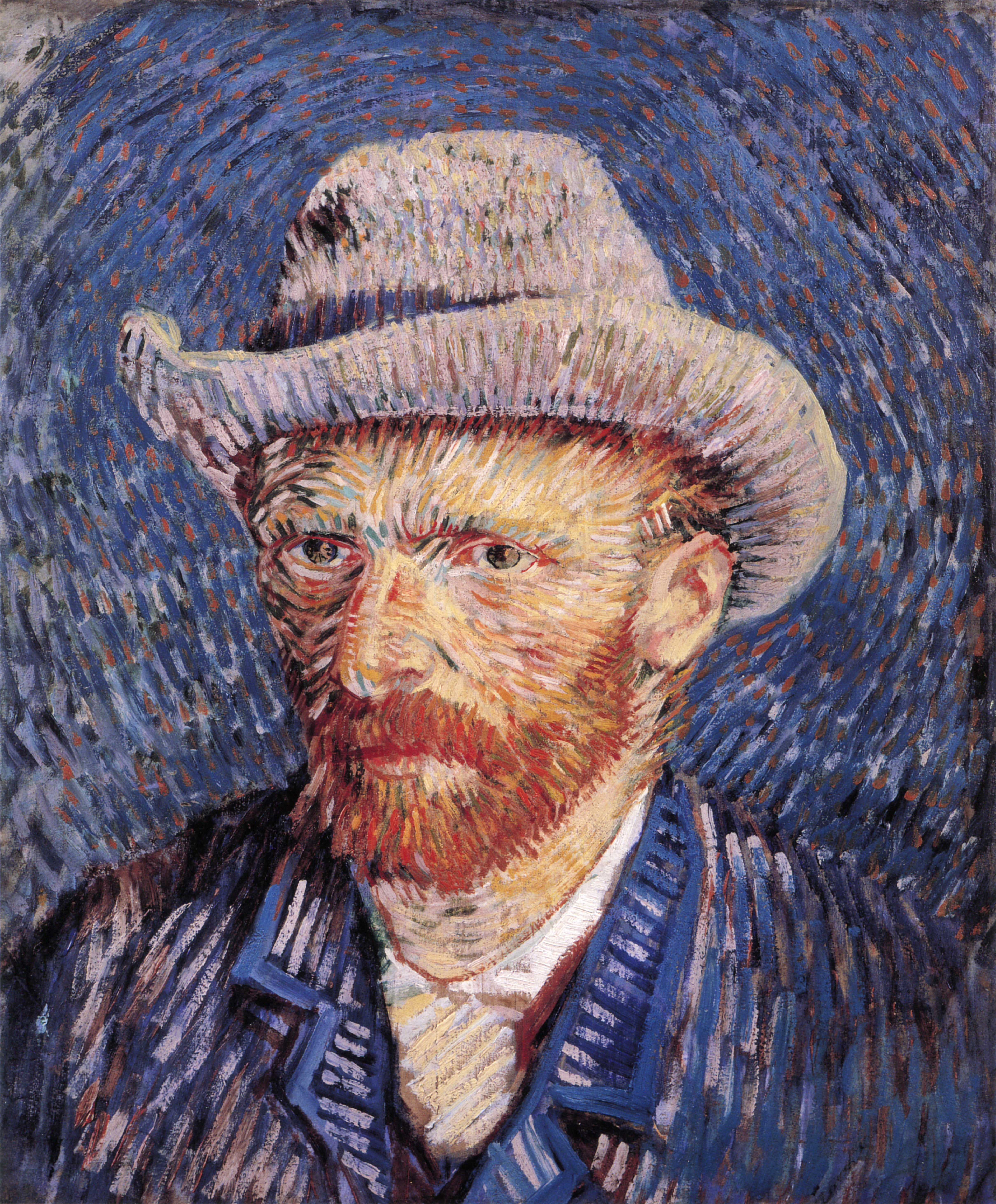
Vincent van Gogh.

- A população mundial atinge o primeiro bilhão de pessoas.
- Alessandro Volta inventa a bateria eléctrica.
- É eleito o Papa Pio VII.
- É inaugurada a Biblioteca do Congresso dos Estados Unidos em Washington, DC.
- Johann Wilhelm Ritter, físico alemão, observa os efeitos químicos da electricidade.
- Tremores de terra na ilha Terceira, Açores.
- O Conde de Almada, Lourenço José Boaventura de Almada, 3º capitão-general dos Açores, envia a todas as câmaras Municipais das ilhas dos Açores a cópia da carta Régia, pela qual o príncipe do Brasil, D. João VI de Portugal se havia declarado regente de Portugal, durante a loucura de sua mãe D. Maria I de Portugal.

### Novembro
- 1.º de novembro - John Adams torna-se o primeiro presidente norte-americano a morar na Executive Mansion (mais tarde rebatizada de Casa Branca).

## Nascimentos

### Julho - Dezembro
- 22 de Julho - Robert McCormick, explorador da Marinha Real Britânica (m. 1890).
- 31 de Julho - Friedrich Wöhler, químico alemão (m. 1882).
- 12 de Agosto - Jean-Jacques Ampère, filólogo francês (m. 1864).
- 13 de Agosto - Ippolito Rosellini, egiptólogo italiano (m. 1843).
- 22 de Agosto - Inácio de Sousa Rolim, Padre e Fundandor de Cajazeiras) - PB.
- 22 de Setembro - George Bentham, botânico inglês (m. 1884).
- 1 de Outubro - Lars Levi Læstadius, escritor e botânico sueco (m. 1861).
- 23 de Outubro - Henri Milne-Edwards, zóologo francês (m. 1885).
- 25 de Outubro - Thomas Macaulay, poeta inglês (m. 1859).
- 26 de Outubro - Helmuth von Moltke, marechal de campo prussiano (m. 1891).
- 28 de Outubro - Maximiliano Carlos José Frederico, príncipe da Baviera (m. 1803).
- 3 de Dezembro - France Prešeren, poeta esloveno (m. 1849).
- 25 de Dezembro - John Phillips, geólogo britânico (m. 1874).
- 29 de Dezembro - Charles Goodyear, inventor estadunidense (m. 1860).

## Mortes
- 25 de Abril - William Cowper, poeta inglês (n. 1731).
- 18 de Maio - Alexander Suvorov, Conde de Rymnik (n. 1729).
- 14 de Junho - Louis Charles Antoine Desaix, general francês (n. 1768).
- 14 de Julho - Lorenzo Mascheroni, matemático italiano (n. 1750).
- 18 de Julho - John Rutledge, chefe de justiça dos Estados Unidos (n. 1739).

## Temáticos
Ciência
Apesar de iniciar seus trabalhos no século XVIII, Lamarck expõe sua teoria transformista em um discurso proferido em 1800 e de forma mais elaborada em 1809, em sua obra "Filosofia Zoológica". Por não apresentar um mecanismo evolutivo viável, sua teoria recebeu pouca aceitação. 

## Por tema
- 1800 na arte
- 1800 no Brasil
- 1800 na ciência
- 1800 na literatura
- 1800 na música
- 1800 na política